# Grand Prix-wegrace van Zweden 1972
De Grand Prix-wegrace van Zweden 1972 was de elfde race van het wereldkampioenschap wegrace-seizoen 1972. De races werden verreden op 22 en 23 juli 1972 op de Scandinavian Raceway ten zuidwesten van Anderstorp (Jönköpings län).

## 500 cc

### Uitslag 500 cc
In de 500cc-race bleef Rodney Gould zeven ronden aan de leiding rijden, maar uiteindelijk moest hij het hoofd buigen voor Giacomo Agostini. Bo Granath werd met zijn tweecilinder Husqvarna derde in zijn thuisrace.
| Pos | Coureur              | Merk      | Tijd         | Punten |
| --- | -------------------- | --------- | ------------ | ------ |
| 1   | Giacomo Agostini     | MV Agusta | 1h 04' 19" 9 | 15     |
| 2   | Rodney Gould         | Yamaha    | +16" 6       | 12     |
| 3   | Bo Granath           | Husqvarna | +1' 38" 3    | 10     |
| 4   | Dave Simmonds        | Kawasaki  | +1 ronde     | 8      |
| 5   | Kim Newcombe         | König     | +1 ronde     | 6      |
| 6   | Sven-Olof Gunnarsson | Kawasaki  | +1 ronde     | 5      |
| 7   | Bruno Kneubühler     | Yamaha    | +1 ronde     | 4      |
| 8   | Chas Mortimer        | Yamaha    | +1 ronde     | 3      |
| 9   | Billie Nelson        | Yamaha    | +1 ronde     | 2      |
| 10  | Ulf Nilsson          | Suzuki    | +1 ronde     | 1      |

## 350 cc
In de 350cc-race moesten de MV Agusta-coureurs Giacomo Agostini en Phil Read in de eerste ronden een flink gevecht leveren tegen Jarno Saarinen (Yamaha), die zelfs de snelste ronde reed. Later moest Saarinen met versnellingsproblemen afhaken, maar hij bleef Read toch dicht op de hielen zitten. Uiteindelijk won Agostini vóór Read en Saarinen.

### Uitslag 350 cc
| Pos. | Coureur          | Merk      | Tijd         | Punten |
| ---- | ---------------- | --------- | ------------ | ------ |
| 1    | Giacomo Agostini | MV Agusta | 1h 01' 49" 8 | 15     |
| 2    | Phil Read        | MV Agusta | +36" 81      | 12     |
| 3    | Jarno Saarinen   | Yamaha    |              | 10     |
| 4    | Renzo Pasolini   | Aermacchi |              | 8      |
| 5    | Dieter Braun     | Yamaha    |              | 6      |
| 6    | Jack Findlay     | Yamaha    |              | 5      |
| 7    | János Drapál     | Yamaha    |              | 4      |
| 8    | Bo Granath       | Yamaha    |              | 3      |
| 9    | Bruno Kneubühler | Yamaha    |              | 2      |
| 10   | Ken Redfern      | Yamsel    |              | 1      |

## 250 cc
In Zweden won Rodney Gould de 250cc-race nadat hij meteen na de start een flinke voorsprong had opgebouwd. Jarno Saarinen kon hem niet volgen, maar reed de hele race ver voor Renzo Pasolini en Kent Andersson, die om de derde plaats vochten. Pasolini reed zich in de slotfase los van Andersson en werd derde.

### Uitslag 250 cc
| Pos | Coureur          | Merk      | Tijd      | Punten |
| --- | ---------------- | --------- | --------- | ------ |
| 1   | Rodney Gould     | Yamaha    | 55' 21" 7 | 15     |
| 2   | Jarno Saarinen   | Yamaha    | +29" 2    | 12     |
| 3   | Renzo Pasolini   | Aermacchi |           | 10     |
| 4   | Kent Andersson   | Yamaha    |           | 8      |
| 5   | Teuvo Länsivuori | Yamaha    |           | 6      |
| 6   | Tapio Virtanen   | Yamaha    |           | 5      |
| 7   | Rémy Hirschy     | Yamaha    |           | 4      |
| 8   | John Dodds       | Yamaha    |           | 3      |
| 9   | Silvio Grassetti | MZ        |           | 2      |
| 10  | Börje Jansson    | Yamaha    |           | 1      |

## 125 cc
Voor de race in Zweden stond Ángel Nieto er slecht voor in de 125cc-klasse. Alle wedstrijden waarin hij gefinisht was had hij gewonnen, maar dat waren er slechts vier. Hij stond dan ook slechts vierde in het kampioenschap en kon zich geen misstappen meer veroorloven. Kent Andersson (derde in het kampioenschap) nam de leiding, en Nieto wist hem pas in de eindfase te passeren. Op de finish had Nieto slechts 0,3 seconden voorsprong. Leider in het kampioenschap Chas Mortimer werd derde en Börje Jansson (tweede in het kampioenschap) werd vierde.

### Uitslag 125 cc
| Pos | Coureur            | Merk        | Tijd       | Punten |
| --- | ------------------ | ----------- | ---------- | ------ |
| 1   | Ángel Nieto        | Derbi       | 45' 59" 69 | 15     |
| 2   | Kent Andersson     | Yamaha      | +0" 28     | 12     |
| 3   | Chas Mortimer      | Yamaha      | +53" 13    | 10     |
| 4   | Börje Jansson      | Maico       | +56" 80    | 8      |
| 5   | Jos Schurgers      | Bridgestone | +1 ronde   | 6      |
| 6   | Matti Salonen      | Yamaha      | +1 ronde   | 5      |
| 7   | Bernd Köhler       | MZ          |            | 4      |
| 8   | Pentti Salonen     | Yamaha      |            | 3      |
| 9   | Lothar John        | Yamaha      |            | 2      |
| 10  | Ryszard Mankiewicz | MZ          |            | 1      |

## 50 cc
In de 50cc-race nam Ángel Nieto bij de start de leiding, maar binnen een ronde voegde Jan de Vries zich bij hem. Er ontstond een geweldig gevecht, dat volgens Jan de Vries voor een van hen verkeerd moest aflopen. Dat gebeurde met Ángel Nieto die in de elfde ronde in een linker bocht de controle verloor. Daardoor won de Vries, Theo Timmer werd tweede en Juan Parés March (Derbi) werd derde. Hierdoor had Jan de Vries nu 69 punten en Ángel Nieto had 66 punten. Beiden moesten de Grand Prix van Spanje winnen om wereldkampioen te worden.

### Uitslag 50 cc
| Pos | Coureur            | Merk              | Tijd       | Punten |
| --- | ------------------ | ----------------- | ---------- | ------ |
| 1   | Jan de Vries       | Van Veen-Kreidler | 30' 36" 94 | 15     |
| 2   | Theo Timmer        | Jamathi           | +1' 29" 71 | 12     |
| 3   | Juan Parés March   | Derbi             | +1' 53" 23 | 10     |
| 4   | Jan Bruins         | Van Veen-Kreidler | +1' 53" 92 | 8      |
| 5   | Teunis Ramaker     | Jamathi           | +1' 54" 59 | 6      |
| 6   | Lars Persson       | Monark            | +1 ronde   | 5      |
| 7   | Leif Rosell        | Jamathi           | +1 ronde   | 4      |
| 8   | Jan Huberts        | Kreidler          | +1 ronde   | 3      |
| 9   | Hans-Jürgen Hummel | Kreidler          | +1 ronde   | 2      |
| 10  | Henk van Kessel    | Kreidler          | +1 ronde   | 1      |
| DNF | Ángel Nieto        | Derbi             | val        |        |

1930 · 1931 · 1932 · 1933 · 1934 · 1935 · 1936 · 1937 · 1939 · 1949 · 1950 · 1951 · 1952 · 1953 · 1954 · 1955 · 1956 · 1957 · 1958 · 1959 · 1961 · 1970 · 1971 · 1972 · 1973 · 1974 · 1975 · 1976 · 1977 · 1978 · 1979 · 1981 · 1982 · 1983 · 1984 · 1985 · 1986 · 1987 · 1988 · 1989 · 1990